# Theodor Storm
Hans Theodor Woldsen Storm (14 de setembre de 1817 a Husum, Schleswig-Holstein, en aquell moment part de Dinamarca, avui a Alemanya – 4 de juliol de 1888 a Hademarschen, Alemanya) va ser un escriptor alemany.
Storm va néixer a Husum (die grau Stadt am grauen Meer, 'la ciutat grisa a la vora de la mar grisa') a la costa occidental d'Schleswig-Holstein. Mentre encara era estudiant de lleis, va publicar el seu primer volum d'obres en vers juntament amb els germans Tycho i Theodor Mommsen.
Va treballar com a advocat a Schleswig-Holstein, però va emigrar a Turíngia el 1851 després del començament de la supremacia danesa, deixant la llar paterna, i no va tornar fins a 1864, després que Schleswig-Holstein fos reincorporat a Alemanya.
Va escriure diversos relats, poemes i novel·les. Les seves dues obres més conegudes amb les novel·les Immensee (1849) i Der Schimmelreiter, publicada per primera vegada l'abril de 1888 al Deutsche Rundschau. Altres obres publicades inclouen un volum dels seus poemes (1852), la novel·la Pole Poppenspäler (1874) i la novel·la Aquis submersus (1877)

## Influències
Els seus poetes favorits eren Joseph von Eichendorff i Eduard Mörike, i la influència del primer és molt notable fins i tot a les últimes obres d'Storm. Durant una visita a Baden-Baden a l'estiu de 1864, convidat pel seu amic, l'escriptor i pintor Ludwig Pietsch, va conèixer l'escriptor rus Ivan Turguénev. Durant uns quants anys van intercanviar correspondència i es van enviar còpies dels seus treballs entre si.

## Obres
- Der kleine Häwelmann, 1849, relats.
- Immensee, Berlín, Duncker, 1851, novel·la
- Diu Stadt. 1852
- Im Sonnenschein, Berlín, 1854
- Gedichte, Berlín, Schindler 1856
- Auf dem Staatshof. 1859
- Veronica, 1861
- Im Schloß. Leipzig, 1862
- Auf der Universität. Münster, Brunn 1863
- Die Regentrude, 1863, relats
- Viola tricolor, 1874, novel·la
- Pole Poppenspäler, Braunschweig, Westermann 1875, novel·la
- Aquis submersus, Berlín 1877, novel·la
- Carsten Curator, Berlín 1878, novel·la
- Renate', 1878, novel·la.
- Die Söhne des Senators, 1880, novel·la.
- Hans und Heinz Kirch, Berlín 1883, novel·la.
- Zur Chronik von Grieshuus, Berlín 1883-1884, novel·la
- Bötjer Basch. Berlín 1887
- Ein Doppelgänger. 1887. També publicat amb el títol John Glückstadt.
- És waren zwei Königskinder. Berlín, 1888
- Der Schimmelreiter. Novel·la. Berlín, 1888
- Schlaflos
- Ich bin mir meiner Seele
- Knecht Ruprecht
- Sturmnacht
- Weihnachtslied